# 前田研輝
前田 研輝（まえだ けんき、1998年12月13日 - ）は、広島県広島市出身の元プロ野球選手（捕手）、指導者。右投左打。NPBでは育成選手であった。

## 経歴

### プロ入り前
小学生時代にソフトボールを始め、中学生時代は軟式野球の広島スターズで一塁や三塁を守っていた。
広島県立広島工業高等学校で捕手に転向し2年生から4番打者を務めた。甲子園出場経験はなし。
進学した駒澤大学では3年秋から正捕手の座を獲得。東都大学野球リーグでの通算成績は、打率.232、19安打、0本塁打。同期に若林楽人、緒方理貢がいる。
2020年10月26日に行われたプロ野球ドラフト会議において読売ジャイアンツから育成ドラフト5巡目で指名され、11月3日に支度金300万円、年俸400万円で仮契約した。背番号は024。

### プロ入り後
2021年は主に三軍で経験を積んだが、二軍公式戦（イースタン・リーグ）にも14試合に出場して打率.238（21打数5安打）を記録した。
2022年は7月に右有鈎骨鉤切除手術を受けたこともあり、二軍戦の出場は7試合に終わった。
2023年は二軍戦10試合に出場して打率.250を記録し、二軍初本塁打も放った。育成選手として入団して3シーズンが経過したため、シーズン終了後の10月31日に規約に基づき自由契約選手公示されたが、育成選手として再契約を結んだ。
2024年は二軍戦の出場がわずか2試合にとどまり、プロ4年間で支配下登録されることなく、9月30日に戦力外通告を受けた。

### 引退後
2025年から球団のジャイアンツU15ジュニアユース（多摩川ボーイズ）のマネジャー兼コーチに就任した。

## 選手としての特徴
正確なスローイングと体を張ったブロッキングを得意とする守備型捕手。二塁送球の最速タイムは1.83秒。

## 詳細情報

### 年度別打撃成績
- 一軍公式戦出場なし

### 背番号
- 024（2021年[7] - 2024年）